# Gudmon Ilona
Gudmonné Fülöp Ilona (Perbenyik, 1952. augusztus 13. –) néprajzkutató, muzeológus.

## Élete
1970-ben érettségizett Királyhelmecen, majd 1975-ben a Comenius Egyetem néprajz szakát végezte el. Azóta az érsekújvári Thain János Múzeum néprajzos-muzeológusa, 2005-2018 között az intézmény igazgatója.
Kutatási területe a népviselet, a népszokás, valamint a népi gazdálkodás és építészet.

## Művei
- 1982 Ľudový odev v Bešeňove. Castrum Novum 1, 76-98.
- 1987 A kosárfonás - Gyökér hozta fáját... A Hét 32/ 41.
- 1992 Népi építkezés az Érsekújvári járás területén. (tsz. Liszka József)
- 1993 Népi építészet a Kisalföld északkeleti felén.
- 1994 Földművelés Leléden. In: Liszka József (szerk.): Leléd hagyományos gazdálkodása a XX. század első felében. 83-110.
- 2002 A karácsonyi asztal. Castrum Nóvum 12.
- 2002 Bölcsőtől a koporsóig IV. A gyermek ápolása és védelme. Castrum Nóvum 12/ 41.
- 2005 Földművelés Farkasdon és Negyeden. In: Danter Izabella (szerk.): Hagyományos gazdálkodás a Kisalföld északi részén - Farkasd, Negyed. 89-116.
- 2006 A magyarság tárgyi emlékei az Érsekújvári Honismereti Múzeum néprajzi gyűjteményében. In: Musaeum Hungaricum 1. 93-98.